# Bosc de Cérvoles
El Bosc de Cérvoles és un bosc del terme municipal de Senterada, al Pallars Jussà.
Està situat al sector occidental del terme, al sud de Cadolla i a l'oest de Cérvoles, al qual pertany. Es troba sobretot al vessant septentrional del Serrat de Coscollola.